# Филадельфийская школа дизайна для женщин
Филадельфийская школа дизайна для женщин (англ. Philadelphia School of Design for Women) — американская художественная школа для женщин в Филадельфии, штат Пенсильвания, существовавшая в 1848—1932 годах.
Под руководством Эмили Сартен (с 1886 по 1920 год) она стала крупнейшей художественной школой для женщин в Соединённых Штатах.

## История

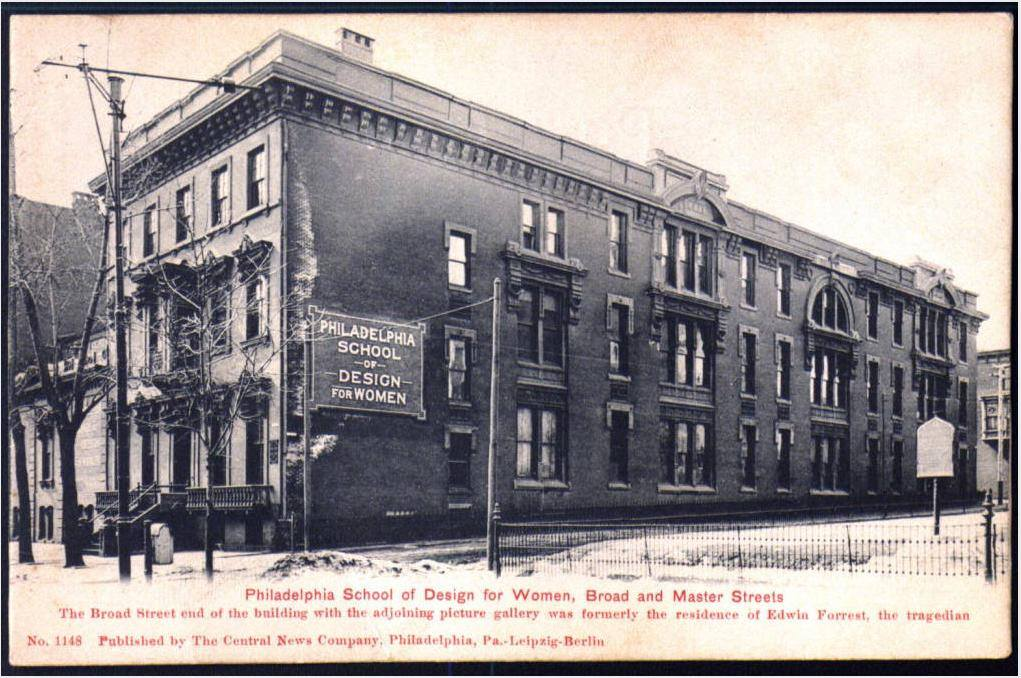
Фотография школы в 1908 году

В 1848 году Сара Питер, жена британского консула в Филадельфии, основала в своем доме школу промышленных искусств, чтобы обучать женщин, не имеющих средств к существованию, ремеслу. В школе преподавали литографию, резьбу по дереву и элементы дизайна, например, для предметов домашнего обихода, таких как ковры и обои. Вскоре после основания школы муж Сары умер, и она вернулась в свой дом в Цинциннати, штат Огайо.
В 1850 году Сара Питер написала в Институт Франклина о том, чтобы её класс рисования из 20 молодых женщин стал «кооперативным, но отдельным отделением» института. Институт Франклина принял это предложение и основал Филадельфийскую школу дизайна для женщин, которой руководил по 1853 год.
В 1853 году учредителями школы стали 17 человек, все мужчины. Из их числа на первом заседании президентом школы был избран Эллиотт Крессон. На должность секретаря была назначена американская иллюстратор Хелен Лоусон. Филадельфийская школа дизайна для женщин стала крупнейшей в стране художественной школой для женщин, в числе учениц были: Элис Нил, Эленор Эбботт, Бесси Гутманн, Джесси Смит, Элис Стивенс и многие другие.
В 1932 году школа была с Институтом искусства, науки и промышленности Мура (Moore Institute of Art, Science, and Industry). В настоящее время это — Колледж искусств и дизайна Мура, который выпускает как бакалавров изобразительных искусств, так и магистров искусств.
Дом Эдвина Форреста, в котором находилась школа, был признан национальным историческим памятником США в знак признания его связи со школой.